# Кечекмадзе, Шота Арсенович
Шота Арсенович Кечекмадзе (1908 год — неизвестно, Кведа-Насакирали, Махарадзевский район, Грузинская ССР) — старший агроном Насакиральского совхоза Министерства сельского хозяйства СССР, Махарадзевский район, Грузинская ССР. Герой Социалистического Труда (1949).

## Биография
В первые годы после Великой Отечественной войны трудился старшим агрономом совхоза с усадьбой в селе Насакирали (сегодня — посёлок Кведа-Насакирали Озургетского муниципалитета) Махарадзевского района.
Применял передовые агротехнические методы при выращивании чая. В 1948 году совхоз благодаря его деятельности сдал государству в среднем по 4008 килограмм сортового зелёного чайного листа с площади 100,3 гектаров. Указом Президиума Верховного Совета СССР от 5 июля 1949 года удостоен звания Героя Социалистического Труда за «получение высоких урожаев сортового зелёного чайного листа и цитрусовых плодов в 1948 году» с вручением ордена Ленина и золотой медали «Серп и Молот» (№ 4029).
Этим же указом званием Героя Социалистического Труда были награждены директор совхоза Михаил Георгиевич Гварджаладзе, бригадир Валериан Георгиевич Нацваладзе и рабочие его бригады Тамара Семёновна Дарчия, Александра Андреевна Уткина и Гарпина Георгиевна Шкирия.
За выдающиеся трудовые достижения в чаеводстве по итогам 1950 года был награждён Орденом Трудового Красного Знамени. Семеро тружеников совхоза по итогам работы 1950 года были награждены в 1951 году званием Героя Социалистического Труда (в том числе Мария Тимофеевна Ивахнова, Ирина Артёмовна Ковалёва, Антонина Сергеевна Соболева, Прасковья Яковлевна Сотник, Лидия Терентьевна Топчиева).
Проживал в селе Насакирали (с 1976 года — посёлок Кведа-Насакирали). С 1971 года — персональный пенсионер союзного значения. Дата смерти не установлена.
Награды
- Герой Социалистического Труда
- Орден Ленина
- Орден Трудового Красного Знамени (01.09.1951)